# Rhipidoglossum paucifolium
Rhipidoglossum paucifolium là một loài thực vật có hoa trong họ Lan. Loài này được D.Johanss. miêu tả khoa học đầu tiên năm 1974.